# 글램핑
글램핑(영어: glamping)은 '화려한'이라는 뜻의 글래머러스(glamourous)와 캠핑(camping)의 합성어로 일반적인 캠핑과는 다르게 시설이 갖추어져 있어 편리하게 이용할 수 있는 사전 준비된 캠핑을 의미한다. 이를 하는 곳을 글램핑장이라고 부른다.
글램핑은 특히 현실 탈피와 야외활동으로서의 캠핑을 찾는 신세대들에게 인기를 끌고 있다.

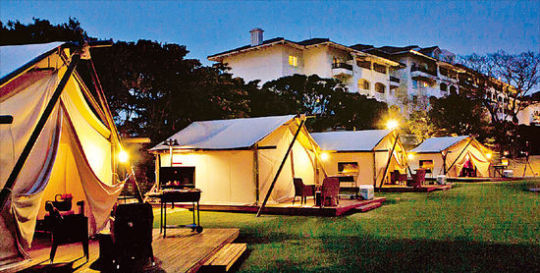
신라호텔 글램핑장

## 역사
글램핑이라는 단어는 2005년 영국에서 처음 등장했고 2016년 옥스퍼드 영어사전에 추가되었다. 단어 자체로는 새롭게 만들어진 것이지만, 호화로운 텐트 생활(또는 다른 캠핑 시설에서 지내는 것)이라는 글램핑의 개념은 전혀 새로운 것이 아니다. 16세기에 스코틀랜드의 아돌 백작은 제임스 5세와 그의 어머니를 위해 하이랜드에서 호화로운 캠핑을 준비했다. 아돌은 호화로운 텐트를 치고 그 안에 궁전의 모든 양식을 채웠다.
역사상 가장 호화로운 텐트 생활을 한 예는 1520년 프랑스 북부의 Field of the Cloth of Gold에서 맺어진 영국의 헨리 8세와 프랑스의 프랑수아 1세 사이의 외교 정상회담일 것이다. 2800여 개의 천막과 마차가 세워졌고, 포도주의 분수가 줄을 지었다.

비슷한 시기에 오스만인들은 매우 호화로운 텐트를 한 군사임무에서 다음 군사임무까지 운반해 왔다. 장인들로 이루어진 조가 이 황실 천막을 세우고 유지하기 위해 군대와 함께 여행했다. 누르한 아타소이 교수에 의해 묘사된 바는 다음과 같다.
오스만 술탄들이 사용하는 텐트 내 외부의 절묘한 장식은 텐트를 지배자에 걸맞는 위엄있는 주거지로 만들었다. 의례적인 행사에서 텐트는 화려한 연극을 연출하는데 사용되었다. 우리는 그것을 황실 텐트장에서 있었던 연회를 묘사한 미니어처 그림들에서 생생하게 볼 수 있다. 황실의 텐트들은 마치 경기장처럼 화려하게 장식되어 있었고, 그 장식들은 대개 다른 색깔의 천을 사용한 작품이나 비단, 금속 실을 이용하여 여러 바늘로 수놓아 꽃무늬로 만들어진 타일 모양의 장식들이었다.
약 400년 후인 1920년대에 아프리카 사파리는 부유한 미국인과 영국인들 사이에서 모험의 장소가 되었다. 그러나 모험을 찾는 사람들조차도 편안함이나 사치를 포기하지 않았다. 전기 발전기, 접이식 욕조, 샴페인 케이스까지 여행자들은 모험을 하는 동안 모든 가정적인 사치품을 이용했다.
글램핑은 과거의 편의시설과 현재의 기술을 결합한 새로운 개념이다. "부티크 캠핑(boutique camping)", "콤피 캠핑(comfy camping, comfortable camping을 줄인 말)", "럭셔리 캠핑(luxury camping)" 또는 "포시 캠핑(posh camping)"이라고도 불리는 오늘날의 글램핑에는 종 모양 텐트, 월 텐트(wall tent) 또는 사파리 텐트, 목재 건물, 유르트(몽골식 텐트) 등 다양한 형태가 존재한다.

## 같이 보기
- Bell tent
- 생태관광
- 워라벨
- 캠핑